# Leioproctus perfasciatus
Leioproctus perfasciatus là một loài Hymenoptera trong họ Colletidae. Loài này được Cockerell mô tả khoa học năm 1906.

## Hình ảnh

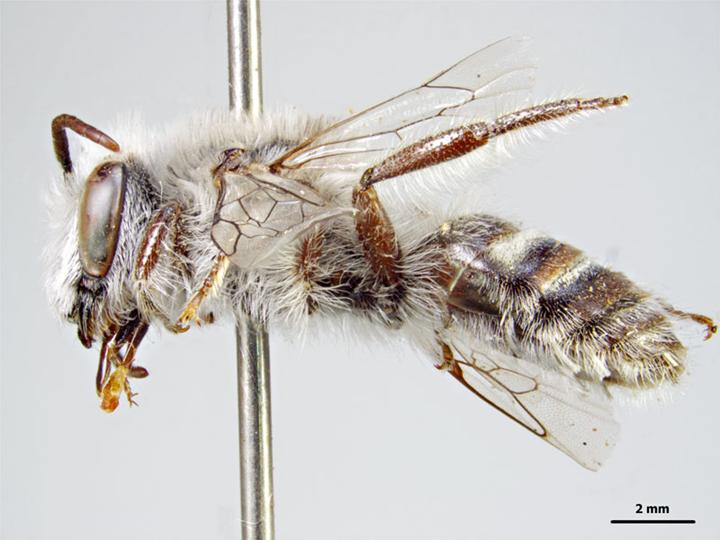